# Бней Ноах
Бней Ноах (на иврит: בני נוח); Синовете на Ной, Потомците на Ной, Ноахиди) е съвременно монотеистично движение, юдаизъм за всички народи.

## Терминология
Формално изразът бней ноах се отнася към всички народи в света, тъй като съгласно Тора всички хора са потомци на Ной (към еврейския народ по правило се прилага терминът „Бней Израел“) (вж. Библия – книга „Изход“ 1:1) Обаче понастоящем той все по-често се използва по отношение на тези неевреи, които са се присъединили към еврейския Завет. В рамките на това те са приели на себе си спазването на Седемте заповеди на потомците на Ной. Виж битие 6:18 „Но с теб ще поставя завета Си; и ще влезеш в ковчега ти, синовете ти, жена ти и жените на синовете ти с теб“. Концепцията Бней Ноах не е нова религия, а напълно ортодоксален юдаизъм, в практикуването му от неевреи.
От гледна точка на еврейската традиция в бъдеще цялото човечество ще се придържа към монотеизма в Танах и в това те ще бъдат единни с евреите, както се казва в пророчеството на Софония „Защото тогава ще променя устните на народите на чисти устни, за да призовават всички Името на Господа и да Му служат единодушно.“ (Соф.3:9). По такъв начин Заветът, сключен от Бог с евреите, трябва постепенно да се разпространи върху цялото човечество. При това неевреите ще бъдат „праведни неевреи“, т.е. за присъединяване към Завета с Бог, те изобщо не се задължават да преминават в евреи, т.е. да правят гиюр (разбира се този който поиска, може да направи това).
Ортодоксалният юдаизъм забранява пропагандата „преход в еврейство“, обаче смята, че еврейският народ е длъжен за помага в разпространението на Законите на потомците на Ной сред народите в света.

## Теологична обосновка
Съгласно Тора цялото човечество сме потомци на Ной (Ноах). Ной и неговите три сина – Шем (Сим), Хам и Яфет, а също и техните жени, са единствените, които са преживели Всемирния потоп в Ковчега (Ноев ковчег), след което започнали отново да заселват Земята. Когато семейството на Ной напуснало ковчега, Бог сключил с тях Завет. Съгласно Талмуда този завет съдържал в себе си седем заповеди за потомците на Ной (Седемте Ноеви заповеди) (на иврит: שבע מצוות בני נח; Шева Мицвот Бней Ноах ) По такъв начин върху всички хора е възложено задължение за тяхното спазване, а на еврейския народ освен това допълнителни задължения, приети след даряването на Тора на планината Синай.
От гледна точка на юдаизма – според мнението, изказано в Талмуда и поддържано от Рамбам и много други авторитети – представители на другите народи, за съзнателно спазващите Седем заповеди и признаващи техния божествен произход, е приготвено място в бъдещия свят (Олам ha-ба) наред с евреите. В равинистичната литература към такива неевреи се прилага терминът хасидей уммот ха-олам – „благочестиви народи от света“ (не трябва да се бърка с почетното звание, присъждано от института Яд ва-Шем).

## Седемте заповеди за потомците на Ной
Според представата на юдаизма чрез Ной Бог дал на човечеството следните заповеди:
1. Забрана за идолопоклонничество – вяра в един Бог
2. Забрана за богохулство – почитане на Бога
3. Забрана за убийство – уважение към човешкия живот
4. Забрана на прелюбодеянието, уважение към семейството
5. Забрана за кражба – уважение към имуществото на ближния
6. Забрана за употребяване в храната на плът, отрязана от живо животно – уважение към живите същества
7. Задължение за създаване на справедлива съдебна система

Във всяка от тези заповеди има много детайли и подробности. Освен това съществуват допълнителни закони, които са приведени в Талмуда като задължителни за народите в света, въз основа на анализ на текста от писмената Тора или преданията. Те в своето мнозинство са предмет на дискусии от еврейските мъдреци. Сред тях са забраните за кръстосване на животни и дървета, кастриране на хора и животни, магьосничество, онанизъм, нанасяне на удари на човека, задължението за благотворителност, раждане на деца, уважение на родителите.
Законите за потомците на Ной не били достатъчно детайлно разработени в продължение на историята заради ниското им търсене в миналото.

## Движението Бней Ноах в новото време
Първият инициатор на създаването на движението Бней Ноах в новото време бил р. Бенамоег Илияху в края на 19 век, но реално това движение започнало в последната четвърт на 20 век, във връзка с изменението на всички представи на народите в света за евреите и юдаизма (и рязко нарасналия интерес към него), което се случва след възстановяването на държавата Израел и особено след Шестдневната война през 1967 г., придвижила Израел в направление „Библейска държава“.

### Две различни концепции „Бней Ноах“ в юдаизма
В юдаизма съществуват две различни концепции „Бней Ноах“ (БН):
1. БН се състои в спазването само на 7 заповеди, останалите заповеди не се отнасят към тях – (такава е гледната точка на Хабад и някои други направления в юдаизма). Това означава, че БН не могат да спазват шабат, да изучават Тора (освен 7-те заповеди) и така нататък.
2. БН се състои в пълно присъединяване към юдаизма като към религия, без това – да станеш част от еврейския народ (и затова без извършването на гиюр, но с това – да се учиш от евреите и заедно да укрепват света. След като БН приемат върху себе си задължителните 7 заповеди, той може по желание да осъществява и останалите еврейски заповеди, в т.ч. изучаване на Тора, Събота, Празници, и т.н. Към такава гледна точка се придържат например р. Йоел Шварц и р. Ури Шерки. По-подробно виж Движението „Синовете на Ной“ като „универсален еврейски монотеизъм за цялото човечество“.

Може ли нееврей да спазва съботата (шабат) и да изучава Тора?
Според първия от горепосочените подходи, отговорът на този въпрос е отрицателен – не може, а според втория е положителен – може.
В своите книги Маймонид пише на едно място „той не е длъжен да спазва Събота и да изучава Тора“, а на друго (…) „ако Бен Ноах иска да спазва другите заповеди, покрай 7-те заповеди за БН, то той получава за тях награда от Небето, и ние (евреите) сме длъжни да го поддържаме в това“.
Много хора цитират първата фраза на Маймонид, без да знаят за втората.
По-просто би било да се смята, че тук един параграф при Маймонид противоречи на друг, но р. У. Шерки (и равинския съвет на организацията Бриит Олам) считат, че „гой“ и Бен Ноах „са различни алахически понятия“. „Гой“ – това е такъв нееврей, който още не е приел върху себе си заповедите БН, и такъв човек, който още не е осъзнал какви са законите на етиката, дадени Свише, не може да спазва събота или задълбочено да изучава Тора – отначало нека приеме базовите заповеди, а след това да започне да спазва по-детайлни неща. Но ако той вече е приел тези заповеди, то той е престанал да бъде „гой“ и е станал „Бен Ноах“ и по-нататък може да съблюдава събота и да учи Тора.

### Съвременното движение
Понастоящем в различни страни съществуват общини от потомци на Ной (общата численост е няколко десетки хиляди души), често свързани с местните еврейски общини. Създадени са редица организации, координиращи действията на тези общини и укрепващи връзката между тях и еврейското общество.
В Йерусалим под ръководството на рав Ури Шерки е създаден „Брит Олам – Световен ноахидски център“, придържащ се към разширителния подход относно възможностите за пълноценно включване на Бней Ноах в юдаизма във всички аспекти. Делото му има подкрепата и благословията на Главните равини на Израел, както и на други известни равини.
В сътрудничество с движението „Хабад“, работи United Noahide Academies, а също така United Noahide Council.
През последните години под ръководството на ортодоксални равини е разработен молитвеник за неевреи, а също така са издадени редица публикации, посветени на подробности за съблюдаване на заповедите, в това число и на руски език.
На територията СНГ до скоро най-активна в обществата ноахиди беше Независимата религиозна община „Хатиква“, публикуваща много материали на своя сайт.
В американското и изобщо в англоезичното общество това движение е разпространено далеч по-широко.

### Общини на ноахиди в англоезичния свят
- Noahide community of the United Kingdom Архив на оригинала от 2016-10-14 в Wayback Machine.
- List of Noahide communities Архив на оригинала от 2011-08-30 в Wayback Machine.
- Noahide community of Oklahoma
- Noahide community of Texas Архив на оригинала от 2009-08-30 в Wayback Machine.
- Noahide community of North Virginia Архив на оригинала от 2009-08-30 в Wayback Machine.
- New York, NY Center
- Bnai Noah of Toronto
- Virtual Bnai Noah Community

### Ресурси на движението на ноахидите на английски език
- Brit Olam – Noahide World Center Архив на оригинала от 2016-10-21 в Wayback Machine.
- WorldWizeWeb – World Institute for Self Education Архив на оригинала от 2016-12-02 в Wayback Machine.
- Institute of Noahide Code
- Academy of Shem: Educational resources for Noahides Архив на оригинала от 2015-02-03 в Wayback Machine.
- Wikinoah: Online resource of history, halacha, publications, and websites concerning Bnei Noah
- United Noahide Academies – Torah for the Nations Архив на оригинала от 2011-01-10 в Wayback Machine.
- OU Radio show on Bnei Noah – The Jew, The Minister and The Bnei Noah Архив на оригинала от 2013-01-18 в Wayback Machine.
- Bnei Noach Movement in the Media[неработеща препратка]
- Magazine Coverage on the 7 Laws of Noah/Bnei Noah – Mishpacha Magazine Архив на оригинала от 2009-08-31 в Wayback Machine.
- Noahide Prayerbook and other free Noahide literature
- Noahide Seminary offering Ordination in Noahide Clergy Архив на оригинала от 2016-08-30 в Wayback Machine.
- NoahideNations Архив на оригинала от 2021-03-04 в Wayback Machine.

### Ресурси на ноахидското движение на руски език
- Базовая статья р. Ури Шерки "Движение Сыновья Ноя как универсальный еврейский монотеизм для всего человечества
- „Брит Олам – Всемирный Ноахидский Центр“ под руководством р. Ури Шерки Архив на оригинала от 2017-10-20 в Wayback Machine. – большое число материалов по всем вопросам Бней Ноах
- Независимая религиозная община сыновей Ноя „Хатиква“